# Большая Марфинская улица
Больша́я Ма́рфинская улица — улица на севере Москвы в районе Марфино Северо-Восточного административного округа, проходящая от улицы Академика Королёва к Ботанической улице.

## История
Названа в 1927 году по селу Марфино, которое существовало здесь в XVII веке. С начала XX века территория его была включена в пределы Москвы; тогда же началась массовая жилая застройка и образовался ряд улиц, названных по селу. Название деревни происходит от имени Марфа, обладательница имени, в честь которого оно названо, не была установлена. В ноябре 2020 года улица была продлена за счёт Проектируемого проезда № 590 до улицы Академика Королёва.

## Расположение
Большая Марфинская улица проходит с юга на север, начинается от улицы Академика Королёва у перекрёстка с улицей Кашёнкин Луг, пересекает улицу Академика Комарова, Малую Ботаническую и заканчивается, вливаясь в Ботаническую улицу.

## История
Село Марфино впервые упоминается грамотой Великого князя московского Василия III как деревня Марфино, однако, по некоторым данным, она была основана ранее, в XIV веке. Длительное время село находилось во владении Богоявленского монастыря. В 1728 году Марфино перешло роду Салтыковых, а в 1805 году — роду Орловых. Село Марфино было сожжено при вступлении армии Наполеона в Москву в 1812 году.
Нынешняя Большая Марфинская улица города Москвы является одной из двух бывших улиц этой деревни.
В XX веке Марфино вошло в состав Москвы. На территории нынешней улицы до 1960-х гг. располагались колхозные поля теплично-паркового комбината «Марфино». Западнее Большой Марфинской улицы располагалась также вторая улица бывшей деревни Марфино — Малая Марфинская улица, которая также стала улицей Москвы, но была упразднена в 1965 году.
На улице после Великой Отечественной войны располагалась «шарашка», которая была описана в романе Александра Солженицына «В круге первом» и в мемуарах литературоведа и диссидента Льва Копелева.
В 1995 году И. Разумневич писала о Большой Марфинской улице следующее:

Уютна неширокая Большая Марфинская улица. Слева — продуктовый магазин, аптека, универмаг. Справа — школа, жилые кирпичные пятиэтажки хрущёвских времён. Сюда почти не доносится грохот машин, мчащихся по соседней Ботанической, вдоль литой чугунной ограды Ботанического сада страны. Не видна и полукилометровая свеча Останкинской телебашни, не проглядывает многоэтажное здание телецентра, хотя они совсем рядом, метрах в трёхстах. Их скрывают близкие строения института автоматики и его жилые корпуса-башни, вразброд стоящие вдоль улицы академика Королёва, примыкающей к Большой Марфинской. Трудно, почти невозможно представить, что какие-нибудь сорок-пятьдесят лет назад ничего этого не было… А были избы, огороды, поля. Была деревня. Тишина, глушь…

## Учреждения и организации

### Нечётная сторона
- № 7А — учебно-спортивный технический центр «Росто» («Останкино»);
- № 7 — школа № 296;

### Чётная сторона
- № 4 — управа района Марфино СВАО.